# Klaus Bläsius
Klaus Bläsius (Nikolaus Heribert Arnold Bläsius; * 6. Dezember 1952 in Daun) ist ein deutscher Mediziner, Facharzt für Orthopädie, Facharzt für Orthopädie und Unfallchirurgie und Professor für Orthopädie an der RWTH Aachen Universität.

## Leben
Bläsius durchlief seine medizinische Ausbildung an der Chirurgischen Universitätsklinik Bonn, der Orthopädischen Universitätsklinik Freiburg im Breisgau sowie der Orthopädischen Universitätsklinik Heidelberg. Seine Promotion erfolgte an der Medizinischen Fakultät der RWTH Aachen. Von 1984 bis 1992 war er Oberarzt der Orthopädischen Universitätsklinik in Heidelberg unter Horst Cotta. Bläsius ist verheiratet und hat drei Kinder.
Von 1993 bis 2013 war Klaus Bläsius Chefarzt der Klinik für Orthopädie am Bethlehem-Gesundheitszentrum Stolberg. Heute ist Bläsius als Privatarzt in Düren tätig. Außerdem hat er eine Professur für Orthopädie an der RWTH Aachen und war ärztlicher Leiter des Lehrinstituts für Physiotherapie in Stolberg (Rhld.). Er gilt als Spezialist für Endoprothetik und Knorpeltransplantation im Kniegelenk.

## Juristische Auseinandersetzungen
Nach Erhalt der Kündigung im November 2013 kündigte Bläsius eine juristische Prüfung der Kündigung an. In der folgenden Verhandlung an einem Aachener Gericht wurde die Kündigung für unwirksam erklärt. Die Klinik legte daraufhin Berufung am Landesarbeitsgericht Köln ein. Im Frühjahr 2015 stimmten die Parteien einem richterlichen Vergleich zu.

## Veröffentlichungen
- Endoprothesenatlas Knie, Steinkopf 2008, ISBN 978-3-7985-1766-0
- Nachbehandlungsfibel Orthopädie und Unfallchirurgie, Thieme Stuttgart 2008, ISBN 3-13-775002-4
- Orthopädie und Sport. Bericht zum Stolberger Orthopädietag 13. Juni 1998, Meyer-Meyer-Verlag Aachen 1999, ISBN 3-89124-540-8
- Intertrochantäre Osteotomien zur Behandlung der Koxarthrose, Thieme Stuttgart 1990, ISBN 3-13-752501-2
- Endoprothesen-Atlas Hüfte, Thieme Stuttgart 1989, ISBN 3-13-739301-9